# Вюрцбургский трамвай
Вюрцбургский трамвай (нем. Straßenbahn Würzburg, в разговорной речи Straba) — трамвайная система франконского города Вюрцбург.

## Конка
Планы построить в Вюрцбурге трамвай обсуждались с 1875 года, после того, как укрепления города были снесены и всё большее число жителей стало селиться за пределами исторических границ города. Построен как трамвай на конной тяге, первый участок Зандерау — Вюрцбургский собор — Зандгассе открыт 8 апреля 1892 года (2,2 км). Первоначальные сомнения в экономической эффективности конки быстро развеялись, и сеть продолжала развиваться. Первоначально некоторые участки из-за узости улиц были однопутными, однако после реконструкции и расширения улиц сформировалась существующая до сих пор центральная магистраль города: вокзал — Кайзерштрассе — Юлиуспроменаде — рыночная площадь — собор — ратуша, по которым проходит общий для нескольких трамвайных линий центральный участок.

## Первая половина XX века
В 1900 году вюрцбургский трамвай электрифицирован. К 1909 году длина линий насчитывала уже 14,1 км, линии были продлены в Целлерау (за Майн) и в Громбюль. В годы Первой мировой войны из-за нехватки угля на электростанции движение трамваев неоднократно останавливалось. В 1919 году часть путей была разобрана и сдана на металлолом, а 20 апреля 1920 года на волне послевоенного экономического кризиса движение вновь прекратилось. Город взял инфраструктуру закрытого трамвая на свой баланс; было создано новое акционерное общество, и в 1924 году трамвай был пущен вновь, однако не на всех довоенных маршрутах; в дальнейшем сеть развивалась с участием частных пожертвований. В 1929 году линия трамвая достигла Хайдингсфельда (ранее самостоятельного города). В таком виде сеть сохранялась до конца Второй мировой войны.

## Современное развитие
В 1960-е годы система реорганизована. Трамвайная система эксплуатируется компанией Würzburger Straßenbahn GmbH, дочерним предприятием городской коммунальной и транспортной компании.
В 1989 году открыта линия до Хойхельхофа, продлённая в 1997 г. до Роттенбауэра (юг города). В 1990-е годы закуплены современные низкопольные вагоны, проведена модернизация путей и инфраструктуры. В соответствии с новыми стандартами развития городского рельсового транспорта в ряде случаев построены выделенные пути для трамваев (там, где ширина улиц этого не позволяет — в Старом городе и в части района Зандерау — трамваи и автотранспорт по-прежнему не разделены).
Рассматриваются планы строительства новых линий, в частности, к новым корпусам Вюрцбургского университета на Хубланде (сейчас это направление обслуживается автобусом 10), к магазину ИКЕА на Бундесштрассе и продление линии в Громбюль.
Выдвигался проект строительства региональной городской железной дороги Майнской Франконии («Майнфранкенбан») по образцу Карлсруэ, которая свяжет Вюрцбург с Китцингеном, Швайнфуртом, Оксенфуртом и Лаудой-Кёнигсхофен. Этот проект был отвергнут городской фракцией ХСС из финансовых соображений, однако дискуссия вокруг перспектив такого развития продолжается.

## Параметры
Оплата единая с системой городского автобуса (Omnibusverkehr). Пять маршрутов, длина сети 19,7 км, напряжение 750 вольт. Интервал 12 мин, после 9 ч вечера — 15 мин, по субботам — 20 мин. По воскресеньям и праздникам линии 1, 2 и 3 не обслуживаются, ходят только маршруты 4 и 5 с интервалом в 20 минут (в воскресенье вечером — полчаса). Вюрцбургский трамвай перевозит почти 20 миллионов пассажиров в год.

## Линии
| Линия | Маршрут | Время проезда | Длина в двухпутном исчислении |
| ----- | --- | ------------- | ----------------------------- |
| 1     | Громбюль — Университетские клиники — Главный вокзал — Юлиуспроменаде — Центр — Зандерринг — Зандерау                                                | 20 минут      | 10,4 км                       |
| 2     | Главный вокзал — Юлиуспроменаде — Вёртштрассе — Целлерау                                                                                            | 14 минут      | 8,0 км                        |
| 3     | Главный вокзал — Юлиуспроменаде — Центр — Зандерринг — Штайнбахталь — Ройтерштрассе — Хойхельхоф                                                    | 27 минут      | 19,3 км                       |
| 4     | Зандерау — Зандерринг — Центр — Юлиуспроменаде (с заходом на главный вокзал и обратно) — Вёртштрассе — Целлерау                                     | 23 минут      | 12,6 км                       |
| 5     | Громбюль — Университетские клиники — Главный вокзал — Юлиуспроменаде — Центр — Зандерринг — Штайнбахталь — Ройтерштрассе — Хойхельхоф — Роттенбауэр | 39 минут      | 26,2 км                       |